# Royal Asiatic Society
Pour les articles homonymes, voir RAS.
La Société royale d'études orientales (Royal Asiatic Society of Great Britain and Ireland ou Royal Asiatic Society, RAS) est une société savante britannique fondée en 1824 dont le but est l'étude des domaines scientifiques, littéraires et artistiques en relation avec l'Asie. Elle possède sa propre revue et organise des réunions et conférences. Elle compte parmi ses membres de renommés spécialistes de l'Asie.

## Histoire
La société a été fondée en 1823, mais ce n'est qu'un an plus tard, le 11 août 1824, qu'elle reçoit de George IV sa charte royale. La société est initialement composée de spécialistes de l'Asie et d'administrateurs coloniaux. Elle a alors pour objectif de devenir l'équivalent britannique de la Société asiatique de Calcutta. Sa création a d'ailleurs été encouragée par Henry Thomas Colebrooke, un éminent spécialiste du sanskrit qui a été président de la Société asiatique de Calcutta.
La RAS n'étudie pas que l'Asie ; ses publications concernent également l'Afrique du Nord et l'Éthiopie. Toutefois comme nombre de ses membres étaient en relation avec l'Empire britannique, beaucoup de publications de la société se focalisèrent sur le sous-continent indien. Si la société traite de sujets très divers sur les aires géographiques qu'elle étudie, elle se refuse cependant d'étudier l'histoire politique récente, ce qui entraîne la création de la Central Asian Society, qui deviendra plus tard la Royal Society for Asian Affairs (en).
Pendant toute son existence, la RAS garde un nombre de membres très faible, préférant compter parmi ses membres des personnalités prestigieuses du monde académique et politique, telles que Rabindranath Tagore, Aurel Stein, Wilfred Thesiger ou encore Giorgi Tsereteli (en).

## Publications
Sa revue, le Journal of the Royal Asiatic Society (JRAS), est publiée quatre fois par an par la Cambridge University Press. Chaque numéro contient des articles de recherche ainsi que des revues de la littérature du champ. La société publie également des manuscrits médiévaux.
Un fonds destiné à la publication de traductions, l'Oriental Translation Fund of Great Britain and Ireland, est créé en 1828.